# Milad Mohammadi
Milad Mohammadi Keshmarzi (Teheran, 29 september 1993) is een Iraans voetballer die doorgaans speelt als rechtsback. In augustus 2024 verruilde hij Adana Demirspor voor Persepolis. Mohammadi maakte in 2015 zijn debuut in het Iraans voetbalelftal.

## Clubcarrière
Mohammadi speelde in de jeugdopleiding van Persepolis en kwam via Damash Teheran en Niroo Zamini terecht bij Rah Ahan. Bij die club brak hij ook door in het eerste elftal. Tussen 2014 en 2016 speelde de verdediger vierenveertig competitiewedstrijden voor Rah Ahan. In februari 2016 maakte Mohammadi de overstap naar Achmat Grozny (destijds nog Terek Grozny geheten), waar hij zijn handtekening zette onder een verbintenis voor de duur van drieënhalf jaar. Achmat betaalde circa driehonderdduizend euro voor hem.
Mohammadi verkaste in de zomer van 2019 transfervrij naar AA Gent. In België tekende de Iraniër voor drie seizoenen. Hij debuteerde er op 25 juli 2019 met een invalbeurt in de thuiswedstrijd tegen Viitorul Constanța in de voorrondes van de Europa League (eindstand 6–3). Zijn eerste doelpunt voor Gent kwam er op 25 januari 2020 in een thuiswedstrijd tegen KRC Genk, die eindigde op 4–1. In de zomer van 2021 besloten Gent en Mohammadi om uit elkaar te gaan.
Hierop zat hij een kleine maand zonder club, alvorens hij voor drie seizoenen tekende bij AEK Athene. Een half seizoen voordat zijn contract in Athene afliep, vertrok Mohammadi naar Adana Demirspor. De vleugelverdediger keerde in de zomer van datzelfde jaar terug naar zijn oude jeugdclub Persepolis.

## Clubstatistieken
| Seizoen | Club            | Competitie      | Competitie | Competitie | Beker | Beker | Internationaal | Internationaal | Totaal | Totaal |
| Seizoen | Club            | Competitie      | Wed.       | Dlp.       | Wed.  | Dlp.  | Wed.           | Dlp.           | Wed.   | Dlp.   |
| ------- | --------------- | --------------- | ---------- | ---------- | ----- | ----- | -------------- | -------------- | ------ | ------ |
| 2014/15 | Rah Ahan        | Pro League      | 27         | 0          | 0     | 0     | —              | —              | 27     | 0      |
| 2015/16 | Rah Ahan        | Pro League      | 17         | 0          | 0     | 0     | —              | —              | 17     | 0      |
| 2015/16 | Achmat Grozny   | Premjer-Liga    | 3          | 0          | 0     | 0     | —              | —              | 3      | 0      |
| 2016/17 | Achmat Grozny   | Premjer-Liga    | 24         | 2          | 1     | 0     | —              | —              | 25     | 2      |
| 2017/18 | Achmat Grozny   | Premjer-Liga    | 23         | 0          | 1     | 0     | —              | —              | 24     | 0      |
| 2018/19 | Achmat Grozny   | Premjer-Liga    | 28         | 1          | 2     | 0     | —              | —              | 30     | 1      |
| 2019/20 | AA Gent         | Eerste klasse A | 18         | 1          | 2     | 0     | 4              | 0              | 24     | 1      |
| 2020/21 | AA Gent         | Eerste klasse A | 32         | 1          | 3     | 0     | 6              | 0              | 43     | 1      |
| 2021/22 | AEK Athene      | Super League    | 25         | 0          | 3     | 0     | —              | —              | 28     | 0      |
| 2022/23 | AEK Athene      | Super League    | 13         | 0          | 1     | 0     | —              | —              | 14     | 0      |
| 2023/24 | AEK Athene      | Super League    | 10         | 1          | 0     | 0     | 4              | 0              | 14     | 1      |
| 2023/24 | Adana Demirspor | Süper Lig       | 13         | 0          | 0     | 0     | —              | —              | 13     | 0      |
| 2024/25 | Adana Demirspor | Süper Lig       | 2          | 0          | 0     | 0     | —              | —              | 2      | 0      |
| 2024/25 | Persepolis      | Pro League      | 0          | 0          | 0     | 0     | —              | —              | 0      | 0      |
| Totaal  | Totaal          | Totaal          | 235        | 6          | 13    | 0     | 14             | 0              | 262    | 6      |

Bijgewerkt op 23 augustus 2024.

## Interlandcarrière
Mohammadi maakte zijn debuut in het Iraans voetbalelftal op 11 juni 2015, toen met 0–1 gewonnen werd van Oezbekistan door een doelpunt van Mehdi Torabi. Mohammadi moest van bondscoach Carlos Queiroz als wisselspeler aan het duel beginnen en hij viel na achtenzestig minuten in voor Saeid Ezatolahi. De andere debutanten dit duel waren Ezatolahi (Atlético Madrid), Torabi (Saipa), Hossein Kanaani (Malavan Bandar) en Mehdi Taremi (Persepolis). Mohammadi werd in juni 2018 door Queiroz opgenomen in de selectie van Iran voor het wereldkampioenschap in Rusland. Tijdens de tweede wedstrijd van Iran op het toernooi, tegen Spanje, viel Mohammadi op door een mislukte inworp na een koprol. Zijn eerste doelpunt maakte Mohammadi op 11 juni 2021 tijdens zijn veertigste interland, tegen Cambodja in een kwalificatiewedstrijd voor het WK 2022. Alireza Jahanbakhsh, Shoja Khalilzadeh, Mehdi Taremi en Rotana Sor (eigen doelpunt) hadden gescoord, voordat Mohammadi de marge op vijf bracht in de tweede helft. Uiteindelijk werd het 0–10 door doelpunten van Morteza Pouraliganji, Karim Ansarifard, Kaveh Rezaei (tweemaal) en Mehdi Ghayedi.
In november 2022 werd Mohammadi door bondscoach Carlos Queiroz opgenomen in de selectie van Iran voor het WK 2022. Tijdens dit WK werd Iran uitgeschakeld in de groepsfase na een overwinning op Wales en nederlagen tegen Engeland en de Verenigde Staten. Mohammadi kwam in alle drie duels in actie. Zijn toenmalige clubgenoten Ehsan Hajsafi (eveneens Iran), Orbelín Pineda (Mexico), Damian Szymański (Polen) en Domagoj Vida (Kroatië) waren ook actief op het toernooi.
| Interlands van Milad Mohammadi voor Iran | Interlands van Milad Mohammadi voor Iran | Interlands van Milad Mohammadi voor Iran | Interlands van Milad Mohammadi voor Iran | Interlands van Milad Mohammadi voor Iran | Interlands van Milad Mohammadi voor Iran | Interlands van Milad Mohammadi voor Iran |
| №                                        | Datum                                    | Wedstrijd                                | Uitslag                                  | Competitie                               | Goals                                    |                                          |
| Als speler bij Rah Ahan                  | Als speler bij Rah Ahan                  | Als speler bij Rah Ahan                  | Als speler bij Rah Ahan                  | Als speler bij Rah Ahan                  | Als speler bij Rah Ahan                  | Als speler bij Rah Ahan                  |
| ---------------------------------------- | ---------------------------------------- | ---------------------------------------- | ---------------------------------------- | ---------------------------------------- | ---------------------------------------- | ---------------------------------------- |
| 1                                        | 11 juni 2015                             | Oezbekistan – Iran                       | 0 – 1                                    | Vriendschappelijk                        |                                          |                                          |
| 2                                        | 17 november 2015                         | Guatemala – Iran                         | 0 – 6                                    | WK 2018 kwalificatie                     |                                          |                                          |
| Als speler bij Achmat Grozny             |                                          |                                          |                                          |                                          |                                          |                                          |
| 3                                        | 2 juni 2016                              | Macedonië – Iran                         | 1 – 3                                    | Vriendschappelijk                        |                                          |                                          |
| 4                                        | 7 juni 2016                              | Iran – Kirgizië                          | 6 – 0                                    | Vriendschappelijk                        |                                          |                                          |
| 5                                        | 6 september 2016                         | China – Iran                             | 0 – 0                                    | WK 2018 kwalificatie                     |                                          |                                          |
| 6                                        | 6 oktober 2016                           | Oezbekistan – Iran                       | 0 – 1                                    | WK 2018 kwalificatie                     |                                          |                                          |
| 7                                        | 11 oktober 2016                          | Iran – Zuid-Korea                        | 1 – 0                                    | WK 2018 kwalificatie                     |                                          |                                          |
| 8                                        | 15 november 2016                         | Syrië – Iran                             | 0 – 0                                    | WK 2018 kwalificatie                     |                                          |                                          |
| 9                                        | 23 maart 2017                            | Qatar – Iran                             | 0 – 1                                    | WK 2018 kwalificatie                     |                                          |                                          |
| 10                                       | 28 maart 2017                            | Iran – China                             | 1 – 0                                    | WK 2018 kwalificatie                     |                                          |                                          |
| 11                                       | 4 juni 2017                              | Montenegro – Iran                        | 1 – 2                                    | Vriendschappelijk                        |                                          |                                          |
| 12                                       | 12 juni 2017                             | Iran – Oezbekistan                       | 2 – 0                                    | WK 2018 kwalificatie                     |                                          |                                          |
| 13                                       | 31 augustus 2017                         | Zuid-Korea – Iran                        | 0 – 0                                    | WK 2018 kwalificatie                     |                                          |                                          |
| 14                                       | 5 september 2017                         | Iran – Syrië                             | 2 – 2                                    | WK 2018 kwalificatie                     |                                          |                                          |
| 15                                       | 23 maart 2018                            | Tunesië – Iran                           | 1 – 0                                    | Vriendschappelijk                        |                                          |                                          |
| 16                                       | 27 maart 2018                            | Iran – Algerije                          | 2 – 1                                    | Vriendschappelijk                        |                                          |                                          |
| 17                                       | 19 mei 2018                              | Iran – Oezbekistan                       | 1 – 0                                    | Vriendschappelijk                        |                                          |                                          |
| 18                                       | 28 mei 2018                              | Turkije – Iran                           | 2 – 1                                    | Vriendschappelijk                        |                                          |                                          |
| 19                                       | 8 juni 2018                              | Iran – Litouwen                          | 1 – 0                                    | Vriendschappelijk                        |                                          |                                          |
| 20                                       | 20 juni 2018                             | Iran – Spanje                            | 0 – 1                                    | WK 2018                                  |                                          |                                          |
| 21                                       | 25 juni 2018                             | Iran – Portugal                          | 1 – 1                                    | WK 2018                                  |                                          |                                          |
| 22                                       | 11 september 2018                        | Oezbekistan – Iran                       | 0 – 1                                    | Vriendschappelijk                        |                                          |                                          |
| 23                                       | 20 november 2018                         | Iran – Venezuela                         | 1 – 1                                    | Vriendschappelijk                        |                                          |                                          |
| 24                                       | 24 december 2018                         | Iran – Palestina                         | 1 – 1                                    | Vriendschappelijk                        |                                          |                                          |
| 25                                       | 16 januari 2019                          | Iran – Irak                              | 0 – 0                                    | AK 2019                                  |                                          |                                          |
| 26                                       | 20 januari 2019                          | Iran – Oman                              | 2 – 0                                    | AK 2019                                  |                                          |                                          |
| 27                                       | 24 januari 2019                          | China – Iran                             | 0 – 3                                    | AK 2019                                  |                                          |                                          |
| 28                                       | 28 januari 2019                          | Iran – Japan                             | 0 – 3                                    | AK 2019                                  |                                          |                                          |
| 29                                       | 6 juni 2019                              | Iran – Syrië                             | 5 – 0                                    | Vriendschappelijk                        |                                          |                                          |
| 30                                       | 11 juni 2019                             | Zuid-Korea – Iran                        | 1 – 1                                    | Vriendschappelijk                        |                                          |                                          |
| Als speler bij AA Gent                   |                                          |                                          |                                          |                                          |                                          |                                          |
| 31                                       | 10 september 2019                        | Hongkong – Iran                          | 0 – 2                                    | WK 2022 kwalificatie                     |                                          |                                          |
| 32                                       | 10 oktober 2019                          | Iran – Cambodja                          | 14 – 0                                   | WK 2022 kwalificatie                     |                                          |                                          |
| 33                                       | 15 oktober 2019                          | Bahrein – Iran                           | 1 – 0                                    | WK 2022 kwalificatie                     |                                          |                                          |
| 34                                       | 14 november 2019                         | Irak – Iran                              | 2 – 1                                    | WK 2022 kwalificatie                     |                                          |                                          |
| 35                                       | 8 oktober 2020                           | Oezbekistan – Iran                       | 1 – 2                                    | Vriendschappelijk                        |                                          |                                          |
| 36                                       | 12 november 2020                         | Bosnië en Herzegovina – Iran             | 0 – 2                                    | Vriendschappelijk                        |                                          |                                          |
| 37                                       | 30 maart 2021                            | Iran – Syrië                             | 3 – 0                                    | Vriendschappelijk                        |                                          |                                          |
| 38                                       | 3 juni 2021                              | Iran – Hongkong                          | 3 – 1                                    | WK 2022 kwalificatie                     |                                          |                                          |
| 39                                       | 7 juni 2021                              | Bahrein – Iran                           | 0 – 3                                    | WK 2022 kwalificatie                     |                                          |                                          |
| 40                                       | 11 juni 2021                             | Cambodja – Iran                          | 0 – 10                                   | WK 2022 kwalificatie                     | 58'                                      |                                          |
| 41                                       | 15 juni 2021                             | Iran – Irak                              | 1 – 0                                    | WK 2022 kwalificatie                     |                                          |                                          |
| Als speler zonder club                   |                                          |                                          |                                          |                                          |                                          |                                          |
| 42                                       | 2 september 2021                         | Iran – Syrië                             | 1 – 0                                    | WK 2022 kwalificatie                     |                                          |                                          |
| Als speler bij AEK Athene                |                                          |                                          |                                          |                                          |                                          |                                          |
| 43                                       | 11 november 2021                         | Libanon – Iran                           | 1 – 2                                    | WK 2022 kwalificatie                     |                                          |                                          |
| 44                                       | 1 februari 2022                          | Iran – Verenigde Arabische Emiraten      | 1 – 0                                    | WK 2022 kwalificatie                     |                                          |                                          |
| 45                                       | 24 maart 2022                            | Zuid-Korea – Iran                        | 2 – 0                                    | WK 2022 kwalificatie                     |                                          |                                          |
| 46                                       | 16 november 2022                         | Iran – Tunesië                           | 0 – 2                                    | Vriendschappelijk                        |                                          |                                          |
| 47                                       | 21 november 2022                         | Engeland – Iran                          | 6 – 2                                    | WK 2022                                  |                                          |                                          |
| 48                                       | 25 november 2022                         | Wales – Iran                             | 0 – 2                                    | WK 2022                                  |                                          |                                          |
| 49                                       | 29 november 2022                         | Iran – Verenigde Staten                  | 0 – 1                                    | WK 2022                                  |                                          |                                          |
| 50                                       | 7 september 2023                         | Bulgarije – Iran                         | 0 – 1                                    | Vriendschappelijk                        |                                          |                                          |
| 51                                       | 12 september 2023                        | Iran – Angola                            | 4 – 0                                    | Vriendschappelijk                        |                                          |                                          |
| 52                                       | 17 oktober 2023                          | Qatar – Iran                             | 0 – 4                                    | Vriendschappelijk                        |                                          |                                          |
| 53                                       | 21 november 2023                         | Oezbekistan – Iran                       | 2 – 2                                    | WK 2026 kwalificatie                     |                                          |                                          |
| 54                                       | 5 januari 2024                           | Iran – Burkina Faso                      | 2 – 1                                    | Vriendschappelijk                        |                                          |                                          |
| 55                                       | 9 januari 2024                           | Indonesië – Iran                         | 0 – 5                                    | Vriendschappelijk                        |                                          |                                          |
| 56                                       | 19 januari 2024                          | Hongkong – Iran                          | 0 – 1                                    | AK 2023                                  |                                          |                                          |
| Als speler bij Adana Demirspor           |                                          |                                          |                                          |                                          |                                          |                                          |
| 57                                       | 3 februari 2024                          | Iran – Japan                             | 2 – 1                                    | AK 2023                                  |                                          |                                          |
| 58                                       | 7 februari 2024                          | Qatar – Iran                             | 3 – 2                                    | AK 2023                                  |                                          |                                          |
| 59                                       | 21 maart 2024                            | Iran – Turkmenistan                      | 5 – 0                                    | WK 2026 kwalificatie                     |                                          |                                          |
| 60                                       | 26 maart 2024                            | Turkmenistan – Iran                      | 0 – 1                                    | WK 2026 kwalificatie                     |                                          |                                          |
| 61                                       | 6 juni 2024                              | Hongkong – Iran                          | 2 – 4                                    | WK 2026 kwalificatie                     |                                          |                                          |
| 62                                       | 11 juni 2024                             | Iran – Oezbekistan                       | 0 – 0                                    | WK 2026 kwalificatie                     |                                          |                                          |

Bijgewerkt op 23 augustus 2024.